# Anthodioctes peruvianus
Anthodioctes peruvianus är en biart som först beskrevs av Urban 2007.  Anthodioctes peruvianus ingår i släktet Anthodioctes och familjen buksamlarbin. Inga underarter finns listade i Catalogue of Life.